# Gotländska mynt
På Gotland präglades från mitten av 1100-talet fram till mitten av 1500-talet mynt oberoende av myntningen i Sverige och Danmark, och delvis i andra valutor.

Gotländsk örtug från 1300-talet, vanligtvis kallad Gote.

Under medeltiden innehade i allmänhet kungen mynträtten, även om det förekom att den av en eller annan anledning överläts på en världslig eller kyrklig person eller på en stad. När den gotländska myntningen upptogs förekom ingen myntning i Sverige, och det är troligt att gotlänningarna på eget bevåg tagit sig rättigheten, för att därefter av hävd behålla den.
Exakt när myntningen startade är okänt. Ett mynt som förefaller vara förebilden till de gotländska penningmynten förekommer i en silverskatt från Burge i Lummelunda socken, daterad till 1140-talet. Myntet har en vikt på 0,47 gram, betydligt högre än senare mynt. Liksom de senare penningarna har de på ena sidan bilden av en kyrkgavel och på den andra sidan en stjärna (på vissa senare mynt ersatt av ett kors).
Den vanliga gotländska penningen myntades från omkring 1160 till mitten av 1200-talet. Dessa mynt hade en genomsnittsvikt på 0,167 gram. I slutet av 1200-talet ersätts dessa mynt med brakteater med ett inpressat W. Detta har kopplats samman med inbördeskriget på Gotland 1288 och att Visby skall ha lagt beslag på mynträtten på Gotland. Detta är dock högst osäkert. 
De gotländska penningar genomgick över tid en omfattande inflation på grund av minskad vikt, det tidiga 1300-talets brakteater hade en genomsnittsvikt av endast 0,12 gram. I början av 1300-talet gick det 1 1/2 gotlandsmynt på ett svenskt av motsvarande valör.
Detta ledde till att man omkring 1340 även började prägla en högre valör, örtugar med en vikt av 1,15-1,3 gram. Örtugarna pryddes med en tysk lilja och inskriften Moneta civitatis och på andra sidan gotländska lammet och inskriften Wisbucensis. Även andra städer i Östersjöområdet följde snart efter Visby. Efter den danska erövringen av ön 1361 fortsatte myntningen som vanligt.
Under 1440-talet inträffade en drastisk försämring av silverhalten i de gotländska örtugarna, även kallade "gotar". Det ledde till att deras värde sjönk till 1/4 av de svenska örtugarna. Under Olof Axelsson tid som läntagare på Gotland infördes ett nytt mynt med bättre halt än örtugarna, vitten eller hvid. De gamla "gotarna" fortsatte att cirkulera ända fram till omkring 1500 men bara med halva värdet mot vittenmynten. Olof Axelssons mynt försågs i stället för den tyska liljan med oldeburgska kungadynastins vapen och inskriften Moneta nova wisbucensis. Frånsidan med gotländska lammet försågs senare med inskriften Agne Dei miserere mei.
Under Søren Norbys länsmanstid på ön infördes ytterligare ett nytt mynt, en skilling som var värd tre gånger så mycket som en hvid. Norbys mynt hade gotlandslammet på ena sidan och hans egna namn och vapen på den andra. På hans senare mynt ersattes det egna namnet av danska riksvapnets tre lejon. På 1530-talet börjar mynten även dateras. Efter Søren Norbys tid präglades skillingar, halvskillingar och hvider med oldenburgska vapnet på ena sidan och gotlandslammet på den andra.
Vid den här tiden hade dock Gotlands självständiga myntning börja försvagas. På 1550-talet präglades en serie skillingar, halvskillingar och hvider med danska riksvapnet och gotländska lammet i Köpenhamn för Gotlands räkning. Det sista för Gotland avsedda myntet präglades i Visby 1565. Det visade Fredrik II:s krönta initial och länsman Jens Billes vapensköld samt på baksidan gotlandslammet. Valören på detta mynt är osäker.